# Jacques Doniol-Valcroze
Jacques Raymond Doniol-Valcroze (Parigi, 15 marzo 1920 – Cannes, 6 ottobre 1989) è stato un attore, regista, sceneggiatore, critico cinematografico e scrittore francese.

## Biografia
Dopo la fine della seconda guerra mondiale il giovane Doniol-Valcroze lavorò come giornalista e critico cinematografico per varie pubblicazioni (Cinémonde, la Revue du cinéma, France Observateur, l'Express), firmandosi a volte con il suo vero nome, altre con lo pseudonimo di Étienne Loinod. Nel 1951 fondò, insieme ad André Bazin, i Cahiers du cinéma, di cui sarà prima redattore capo e, poi, direttore.
Dalla seconda metà degli anni cinquanta si dedicò al cinema come regista, sceneggiatore ed attore. La sua produzione cinematografica ha solitamente un tono ironico e a volte perfino caustico; fa eccezione La maison des bories, dove virò verso un registro romantico. Lavorò in diverse occasioni, sia come regista che come attore, anche per la televisione.
Morì a Cannes per un attacco cardiaco il 6 ottobre 1989.

## Filmografia

### Regista
- L'Oeil du maître, cortometraggio (1957)
- Les Surmenés, cortometraggio (1958)
- Bonjour, Monsieur La Bruyère, cortometraggio (1958)
- Le Coeur battant (1960)
- Le gattine (L'Eau à la bouche) (1960)
- P.X.O., cortometraggio documentario (1962)
- La spiata (La Dénonciation) (1962)
- L'Enlèvement d'Antoine Bigut, film TV (1964)
- La Bien-aimée, film TV (1967)
- Anatomia di un adulterio (Le Viol) (1968)
- La Maison des Bories (1970)
- L'uomo dal cervello trapiantato (L'Homme au cerveau greffé) (1971)
- Femminilità (Une femme fatale) (1975)
- Le Tourbillon des jours, mini serie TV di 6 episodi da 52 minuti (1979)
- Les Fiancées de l'empire, mini serie TV (1981)
- Lorelei, film TV (1982)
- Venise en hiver, film TV (1982)
- Un seul être vous manque, serie TV in 8 episodi da 52 minuti (1984-1986)
- Nick, chasseur de tête, film TV (1988)
- La Vie en couleurs, film TV in 4 episodi da 52 minuti (1989)
- Nick chasseur de têtes, mini serie TV in 6 episodi da 52 minuti (1989)

### Sceneggiatore
Se non diversamente indicato, la regia è dello stesso Jacques Doniol-Valcroze:
- Il maggiorato fisico (Vous pigez), regia di Pierre Chevalier - conosciuto anche col titolo Donne, danni e diamanti (1956)
- Les surmenés, cortometraggio (1958)
- Bonjour, Monsieur La Bruyère, cortometraggio (1958)
- Le bel âge, regia di Pierre Kast (1959)
- Le coeur battant (1960)
- Le gattine (L'eau à la bouche) (1960)
- La spiata (La dénonciation) (1962)
- Vacances portugaises, regia di Pierre Kast (1963)
- L'enlèvement d'Antoine Bigut, film TV (1964)
- Anatomia di un adulterio (Le viol) (1968)
- L'uomo dal cervello trapiantato (L'homme au cerveau greffé) (1971)
- les fiancées de l'empire, mini serie TV (1981)
- Lorelei, film TV (1982)
- Venise en hiver, film TV (1982)
- Un seul être vous manque, serie TV in otto episodi da 52 minuti (1984-1986)
- Seobe, regia di Aleksandar Petrović (1989)
- Nick chasseur de têtes, mini serie TV in 6 episodi da 52 minuti (1989)

### Attore
- Orfeo (Orphée), regia di Jean Cocteau (1949)
- Le coup du berger, cortometraggio, regia di Jacques Rivette (1956)
- Le bel âge, regia di Pierre Kast (1959)
- I caldi amori (Et satan conduit le bal), regia di Grisha Dabat (1962)
- Los felices sesenta, regia di Jaime Camino (1963)
- L'immortale (L'immortelle), regia di Alain Robbe-Grillet (1963)
- Le beatnik et le minet, cortometraggio, regia di Roger Leenhardt (1967)
- Je t'aime, je t'aime, regia di Alain Resnais (1968)
- Voyou (Le voyou), regia di Claude Lelouch (1970)
- L'amore è allegro, l'amore è triste (L'amour c'est gai, l'amour c'est triste), regia di Jean-Daniel Pollet (1971)
- Out 1, regia di Jacques Rivette e Suzanne Schiffman (1971)
- Out 1: Spectre, regia di Jacques Rivette (1972)
- La pendolare (Elle court, elle court la banlieue), regia di Gérard Pirès (1973)
- Una giornata spesa bene (Une journée bien remplie), regia di Jean-Louis Trintignant (1973)
- Giochi di fuoco (Le jeu avec le feu), regia di Alain Robbe-Grillet (1975)
- Jeanne Dielman, 23, quai du commerce, 1080 Bruxelles, regia di Chantal Akerman (1976)
- L'apprenti salaud, regia di Michel Deville (1977)
- Goodbye Emmanuelle, regia di François Leterrier (1977)
- Location, regia di Noël Simsolo (1978)
- En l'autre bord, regia di Jérôme Kanapa (1978)
- La dérobade - Vita e rabbia di una prostituta parigina (La dérobade), regia di Daniel Duval (1979)
- Je vais craquer!!!, regia di François Leterrier (1980)
- Scandalo a palazzo (Le bon plaisir), regia di Francis Girod (1984)
- Qui c'est ce garçon?, mini serie TV in 6 episodi di 52 minuti, regia di Nadine Trintignant (1987)
- Une saison de feuilles, film TV, regia di Serge Leroy (1989)
- Nick chasseur de têtes, mini serie TV in 6 episodi da 52 minuti, regia di Jacques Doniol-Valcroze (1989)